# فوق‌العاده خجالتی
«فوق‌العاده خجالتی» (انگلیسی: Super Shy) ترانه‌ای از گروه دخترانۀ اهل کره جنوبی نیوجینز است که به‌عنوان اولین تک‌آهنگ از سه تک‌آهنگ دومین آلبوم چندآهنگه آن‌ها، بلند شو (۲۰۲۳) منتشر شد. ادور، بخشی از هایب کورپوریشن، این ترانه را در ۷ ژوئیه ۲۰۲۳ برای دانلود و پخش به همراه آهنگ مقدمه «نیوجینز» منتشر کرد. بعداً، «فوق‌الهاده خجالتی» از طریق اینترسکوپ رکوردز در ۱۵ اوت ۲۰۲۳ به رادیوی پرطرفدار پاپ رادیو فرستاده شد. این ترانه توسط جیجی، کیم دونگ-هیون، اریکا د کاسیر، کریستین بوگان، فرانکی اسکوکا و عضو نیوجینز دنیل سروده شده و دربارۀ یک فرد خجالتی است که احساسات خود را به یک دوست ابراز می‌کند.